# Nils Agerberg
Nils Agerberg, född 29 januari 1912 i Näskotts församling, Jämtlands län, död 27 maj 1996 i Danderyds församling, Stockholms län, var en svensk agronom och högerpolitiker. 
Agerberg avlade agronomexamen 1938 och var lantbruksdirektör i Jämtlands län 1965–1978. Han var ledamot av riksdagens andra kammare 1953–1960, invald i Jämtlands läns valkrets. I riksdagen skrev han 42 egna motioner, främst om villkoren för det norrländska jord- o skogsbruket. I en motion önskades åtgärder för att stimulera rekryteringkvalificerad arbetskraft i de fyra nordligaste av länen, i en annan begärdes snabbare utbyggnad av inrikesflygets trafiknät, särskilt i Norrland.
Han invaldes som ledamot av Lantbruksakademien 1974. Nils Agerberg är gravsatt i minneslunden på Danderyds kyrkogård.